# A Última Ceia (Ghirlandaio)
O pintor renascentista italiano Domenico Ghirlandaio pintou a Última Ceia de Jesus três vezes em pinturas separadas a fresco em Florença ou perto dela. O mais antigo dos três está localizado na Badia di Passignano (1476).
A pintura seguinte é a mais famosa, pintada no refeitório do Convento dos Ognissanti (1480). A última pintura encontra-se no Convento de São Marcos (1486). As duas últimas pinturas encontram-se na própria Florença.

## Localizações, tema e técnica

### Localizações
Existem três afrescos distintos da Última Ceia que Ghirlandaio pintou, incluindo um fora de Florença, Itália, enquanto os outros dois foram pintados na cidade de Florença. Dois desses afrescos de Ghirlandaio sobre a Última Ceia foram colocados em conventos de Florença: o Convento de San Marco e o Convento de Ognissanti. O afresco da Última Ceia localizado fora da cidade foi pintado na abadia de Badia di Passignano, um eremitério religioso sob a ordem dos Vallombrosanos, fundada por São Giovanni Gualberto no século XI. Ao longo dos anos, o mosteiro de Passignano foi transformado em uma fazenda em 1866, mas voltou à sua função monástica em 1986. Todos os três afrescos da Última Ceia de Ghirlandaio foram colocados no refeitório, ou salão principal de refeições, onde todas as freiras ou monges do convento ou mosteiro faziam suas refeições.

### Tema
No final do século XV, o artista Domenico Ghirlandaio pintou três afrescos retratando a Última Ceia entre Jesus e seus apóstolos. Muitos artistas pintaram suas próprias versões do tema cristão da Última Ceia. A Última Ceia é uma importante história bíblica em que Jesus e seus discípulos jantam juntos pela última vez antes de sua morte por crucificação. Durante essa ceia, Jesus diz a seus seguidores, conhecidos como os doze apóstolos, que sua morte está próxima e que um de seus discípulos o traiu. Além disso, esta é a refeição sagrada em que Jesus introduz o sacramento da Eucaristia.
As interpretações de Ghirlandaio da Última Ceia mostram expressões nas figuras, mas em um ambiente tranquilo e pacífico. Suas figuras apresentam expressões marcantes e seu conhecimento de arquitetura comum permitiu detalhes realistas ao longo de sua obra. A Última Ceia mostra imagens de Jesus e dos Apóstolos sentados em torno de uma mesa de jantar proeminente em formato de U. Os discípulos conversam, e tanto Judas quanto João inclinam-se em direção a Jesus, como manda a tradição. Jesus aparece próximo do centro, com a mão direita levantada e os dedos indicador e médio juntos, o que é um gesto arquetípico de bênção concedida. Há uma ilusão de que a sala dentro da pintura está recuando ou se expandindo para o espaço.
Segundo a autora Jean Cadogan, Domenico assumiu um papel secundário durante a criação desses três afrescos da Última Ceia, mas ainda era considerado o artista principal entre seus dois irmãos, Davide Ghirlandaio e Benedetto Ghirlandaio, que também eram pintores. Para o afresco da Badia di Passignano, o irmão de Domenico, Davide, esteve mais envolvido. Davide recebeu cinco pagamentos por seu trabalho na obra de Passignano, enquanto Domenico recebeu apenas dois.

#### Técnica
Desenhos preservados fornecem uma boa compreensão do processo artístico de Domenico Ghirlandaio. Acredita-se que ele foi um dos primeiros artistas de sua época a preparar projetos com extremo cuidado. Entretanto, não se sabe ao certo a veracidade dessa afirmação. As pinturas de Ghirlandaio são afrescos, uma técnica em que o pigmento é dissolvido em água antes de ser aplicado sobre o reboco úmido conhecido como intonaco. A técnica era tecnicamente exigente, demandando do artista precisão na composição e habilidade manual. A gama de cores dos afrescos era limitada porque apenas certas cores reagiam quimicamente com a alcalinidade da cal (um dos ingredientes do reboco), incluindo cores como preto, vermelho, amarelo, verde e branco. Alguns azuis, especialmente os feitos de azurita ou lápis-lazúli (ultramarino), não podiam ser aplicados sobre o afresco úmido, mas, sim, sobre o que era chamado de "a secco" (ou seja, pintado sobre um reboco já seco), porém essa técnica não era duradoura e frequentemente descascava da parede.

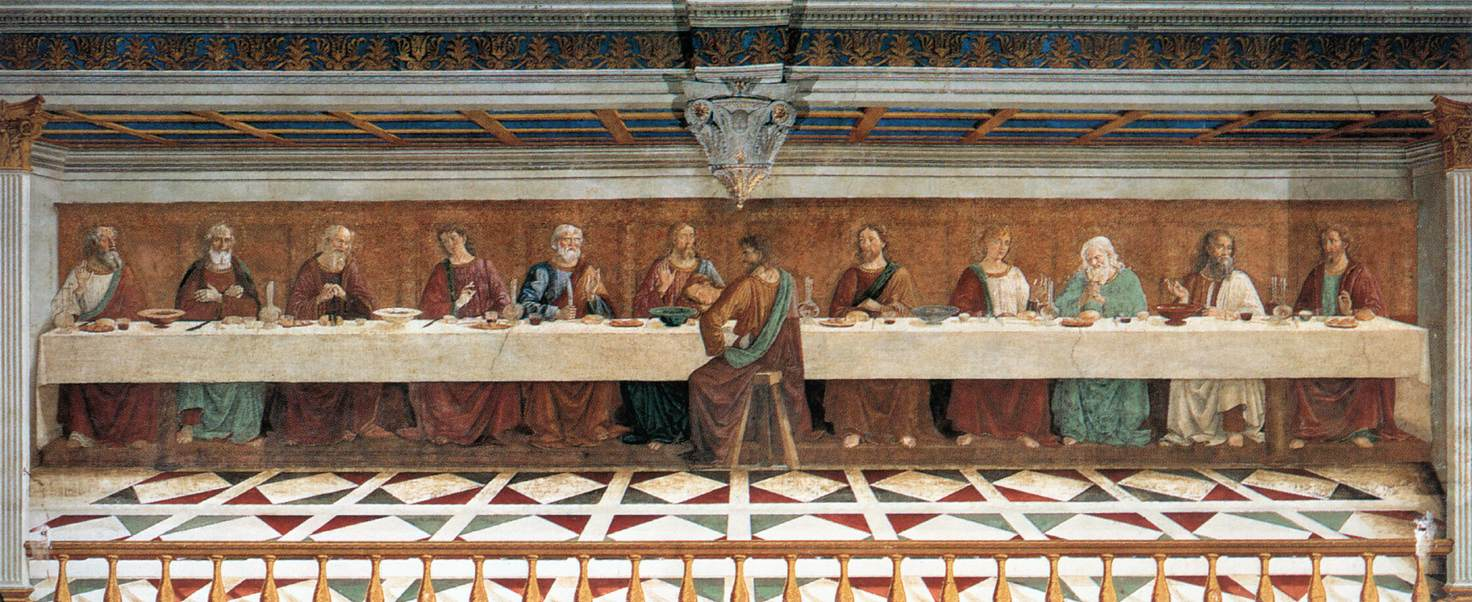
Afresco da Última Ceia, 1476 (refeitório da Badia di Passignano)